# 2018년 FIFA U-20 여자 월드컵 선수 명단
이 문서에서는 2018년 FIFA U-20 여자 월드컵에 참여한 선수 명단을 정리한다.

## A조

### 프랑스
틀:2018년 FIFA U-20 여자 월드컵 프랑스 선수 명단

### 뉴질랜드
틀:2018년 FIFA U-20 여자 월드컵 뉴질랜드 선수 명단

### 가나
틀:2018년 FIFA U-20 여자 월드컵 가나 선수 명단

### 네덜란드
틀:2018년 FIFA U-20 여자 월드컵 네덜란드 선수 명단

## B조

### 조선민주주의인민공화국
틀:2018년 FIFA U-20 여자 월드컵 조선민주주의인민공화국 선수 명단

### 멕시코
틀:2018년 FIFA U-20 여자 월드컵 멕시코 선수 명단

### 브라질
틀:2018년 FIFA U-20 여자 월드컵 브라질 선수 명단

### 잉글랜드
틀:2018년 FIFA U-20 여자 월드컵 잉글랜드 선수 명단

## C조

### 미국
틀:2018년 FIFA U-20 여자 월드컵 미국 선수 명단

### 스페인
틀:2018년 FIFA U-20 여자 월드컵 스페인 선수 명단

### 파라과이
틀:2018년 FIFA U-20 여자 월드컵 파라과이 선수 명단

## D조

### 독일
틀:2018년 FIFA U-20 여자 월드컵 독일 선수 명단

### 나이지리아
틀:2018년 FIFA U-20 여자 월드컵 나이지리아 선수 명단

### 중화인민공화국
틀:2018년 FIFA U-20 여자 월드컵 중국 선수 명단

### 아이티
틀:2018년 FIFA U-20 여자 월드컵 아이티 선수 명단